# Toxorhina (Ceratocheilus) mesorhyncha
Toxorhina (Ceratocheilus) mesorhyncha is een tweevleugelige uit de familie steltmuggen (Limoniidae). De soort komt voor in het Oriëntaals gebied.